# Diagrama de colaboración
Un diagrama de colaboración en las versiones de UML 1.x es esencialmente un diagrama que muestra interacciones organizadas alrededor de los roles. A diferencia de los diagramas de secuencia, los diagramas de colaboración, también llamados diagramas de comunicación, muestran explícitamente las relaciones de los roles. Por otra parte, un diagrama de comunicación no muestra el tiempo como una dimensión aparte, por lo que resulta necesario etiquetar con números de secuencia tanto la secuencia de mensajes como los hilos concurrentes.
- Muestra cómo las instancias específicas de las clases trabajan juntas para conseguir un objetivo común.
- Implementa las asociaciones del diagrama de clases mediante el paso de mensajes de un objeto a otro. Dicha implementación es llamada "enlace".

Un diagrama de comunicación es también un diagrama de clases que contiene roles de clasificador y roles de asociación en lugar de solo clasificadores y asociaciones. Los roles de clasificador y los de asociación describen la configuración de los objetos y de los enlaces que pueden ocurrir cuando se ejecuta una instancia de la comunicación. Cuando se instancia una comunicación, los objetos están ligados a los roles de clasificador y los enlaces a los roles de asociación. El rol de asociación puede ser desempeñado por varios tipos de enlaces temporales, tales como argumentos de procedimiento o variables locales del procedimiento. Los símbolos de enlace pueden llevar estereotipos para indicar enlaces temporales. 

## Usos
Un uso de un diagrama de colaboración es mostrar la implementación de una operación. La comunicación muestra los parámetros y las variables locales de la operación, así como asociaciones más permanentes. Cuando se implementa el comportamiento, la secuencia de los mensajes corresponde a la estructura de llamadas anidadas y el paso de señales del programa.
Un diagrama de secuencia muestra secuencias en el tiempo como dimensión geométrica, pero las relaciones son implícitas. Un diagrama de comunicación muestra relaciones entre roles geométricamente y relaciona los mensajes con las relaciones, pero las secuencias temporales están menos claras.

## Tipos
Es útil marcar los objetos en cuatro grupos: los que existen con la interacción entera; los creados durante la interacción (restricción {new}); los destruidos durante la interacción (restricción {destroyed}); y los que se crean y se destruyen durante la interacción (restricción {transient}). 
Aunque las comunicaciones muestran directamente la implementación de una operación, pueden también mostrar la realización de una clase entera. En este uso, muestran el contexto necesario para implementar todas las operaciones de una clase. Esto permite que el modelador vea los roles múltiples que los objetos pueden desempeñar en varias operaciones.
No hay ejemplos de los diagramas, diferentes casos o sistemas, ya que con UML se modelan áreas de un negocio así como los sistemas que estos requieren

## Mensajes
Los mensajes se muestran como flechas etiquetadas unidas a los enlaces. Cada mensaje tiene un número de secuencia, una lista opcional de mensajes precedentes, una condición opcional de guarda, un nombre, una lista de argumentos y un nombre de valor de retorno opcional. El nombre de serie incluye el nombre (opcional) de un hilo. Todos los mensajes del mismo hilo se ordenan secuencialmente. Los mensajes de diversos hilos son concurrentes a menos que haya una dependencia secuencial explícita.

## Flujos
Generalmente, un diagrama de comunicación contiene un símbolo para un objeto durante una operación completa. Sin embargo, a veces, un objeto contiene diferentes estados que se deban hacer explícitos. Por ejemplo, un objeto pudo cambiar de localización o sus asociaciones pudieron diferenciarse. 
Los diferentes símbolos de objeto que representan un objeto se pueden conectar usando flujos "become" o "conversión". Un flujo "become" es una transición, a partir de un estado de un objeto a otro. Se dibuja como una flecha de línea discontinua con el estereotipo "become" o "conversión" y puede ser etiquetado con un número de serie para mostrar cuando ocurre. Un flujo de conversión también se utiliza para mostrar la migración de un objeto a partir de una localización a otra distinta para otro lugar también se deben marcar con el número en secuencias.

## Cambios en versiones recientes de UML
En versiones recientes de UML este diagrama ha sido reemplazado por el diagrama de comunicación.
- Datos: Q5805035